# Canterbury scene
Canterbury scene är en musikgenre som uppkom i Canterbury, England i slutet av 1960-talet. Besläktad med den mer allmänt kända progressiva genren, och många andra vid samma tidpunkt uppkomna genrer, mellan vilka gränserna ofta är flytande.
Den musik som canterburybanden spelade kan beskrivas som en variant av progressiv rock med inslag av psykedelisk musik och jazz och många av banden använde sig mycket improvisation. Många av canterburybanden låter ganska lika varandra, anledningen är att många av musikerna spelat i bandet Wilde Flowers. Bandet kan räknas som ett av de första banden inom Canterbury scene och fungerade som en plantskola där många av musikerna inom genren började sina karriärer innan de bildade egna band.
Några av de mer framstående banden inom Canterbury scene var Soft Machine och Caravan. Andra canterburyband är exempelvis Hatfield and the North och National Health. Ibland räknas något felaktigt även Gong in bland Canterburybanden.